# Alice Bean
Alice Louise Bean es una física estadounidense cuyas investigaciones se centran en la física de partículas, y en particular a las partículas más allá de las predichas a partir del modelo estándar de física de partículas. Es profesora distinguida de física en la Universidad de Kansas.

## Biografía
Obtuvo una licenciatura en física, así como en información e informática, por la Universidad de California en Irvine. Obtuvo una maestría y un doctorado en física por la Universidad Carnegie Mellon. Después de un nombramiento de investigación postdoctoral en la Universidad de California en Santa Bárbara, se unió a la facultad de la Universidad de Kansas en 1993, centrándose en la investigación en física experimental de partículas.
Su trabajo inicial se centró en los estudios de los quarks b y c. Ayudó a liderar el desarrollo del detector de seguimiento para la colaboración D0 en el Fermilab, y ayudó a desarrollar los detectores de partículas de silicio para la colaboración Compact Muon Solenoid en el Gran Colisionador de Hadrones. Sus intereses de investigación incluyen el análisis de quarks superiores con el bosón de Higgs y la búsqueda de desintegraciones de partículas supersimétricas en escenarios comprimidos con pequeñas diferencias de masa candidatas. Fue miembro de la colaboración que descubrió experimentalmente el bosón de Higgs. Además, contribuyó al desarrollo de detectores de radio desplegados en el Polo Sur en busca de desintegraciones de neutrinos de energía ultraalta.
Su actividad de divulgación incluye el trabajo sobre cuestiones de cambio climático con la Oficina de Religión y Asuntos Globales del Departamento de Estado de Estados Unids. Ayudó a crear y se desempeña como director de proyecto y asesor principal de contenido de un proyecto educativo multimedia llamado Quarked!. El contenido se centra en conceptos de física de partículas y nanoescala para niños pequeños.
Fue nombrada miembro de la Sociedad Estadounidense de Física en 2011 por sus contribuciones a los detectores de silicio, la física de quarks pesados y Quarked. Ha ganado el premio Henry E. Gould de la Universidad de Kansas por su distinguido servicio a la educación universitaria en ingeniería y en 2007 recibió el premio de la facultad Wally and Marie Steeples por su servicio excepcional a la gente de Kansas.